# Odo Morannal Reuter
Pour les articles homonymes, voir Reuter.
Odo Morannal Reuter (né le 28 avril 1850 à Turku (grand-duché de Finlande) et mort le 2 septembre 1913 à Turku) est un entomologiste finlandais.

## Publications
En plus de ses publications scientifiques, Odo Reuter a également publié neuf recueils de poésie et écrit, entre autres, des guides de voyage.

### Publications scientifiques
- Revisio critica Capsinarum praecipue Scandinaviae et Fenniae, thèse  1875
- Hemiptera Gymnoceratae Europae I-V. 1878–1896
- Ad cognitionem Reduviidarum. 1881
- Monographia Anthocoridarum orbis terrestris. 1885
- Nya rön om myrornas omtviflade medlidande och hjälpsamhet.  1888
- Revisio synonymica Heteropterarum palearcticarum. 1888
- Corrodentia Fennica. 1892
- Ängsmasken, dess härjningar i Finland och medlen till deras bekämpande. Finska Hushållningssällskapet, Åbo 1892
- Monographia Ceratocombidarum orbis terrestris. 1893
- Monographia generis Holotrichius Burm.  1893
- Monographia generis Reduvius Fabr., Lam.  1893
- Ängsmasken 2, Berättelse öfver en på K. Finska hushållningssällskapets bekostnad sommaren 1892 företagen resa i och för studium af ängsmasken och de naturenliga medlen till dess utrotande.  Finska Hushållningssällskapet, Åbo 1893
- Ängsmasken 3,Berättelse öfver på K. Finska hushållningssällskapet bekostnad sommaren 1893 företagna undersökningar om ängsmasken och medlen till dess utrotande.  Finska Hushållningssällskapet, Åbo 1894
- Neuroptera fennica : förteckning och beskrifning öfver Finlands Neuropterer.  1894
- Species palæarcticae generis Acanthia Fabr., Latr.  1895
- Species palaearcticae generis Acanthia Fabr., Latr. dispositae.  1896
- Skadeinsekter i våra fruktträdgårdar.  1897
- Thysaunoptera Fennica : förteckning och beskrifning öfver finska Thysanoptera. 1898–1899
- Monographia generis Heteropterorum Phimodera Germ. Cum tabulis duabus.  1908
- Monographia Nabidarum orbis terrestris : pars prior : cum tabula colorata.  1910 (avec B. Poppiuksen)
- Insekternas levnadsvanor och instinkter intill gryningen av de sociala instinkterna.  1913 (suomeksi nimellä Hyönteisten elintavat ja vaistot : yhteiskunnallisten vaistojen sarastukseen saakka, Otava 1917–1919)

### Recueils de poèmes
- Karin Månsdotters saga: en diktcykel. 1880
- Dikter 1881
- Nya Dikter 1889
- I brytningstid:  tolf dikter.  1899
- Dikter III 1906
- Nattens sånger 1911

### Autres ouvrages
- Intressanta reseruter i Finland.  Edlund, Helsingfors 1882 (nimimerkillä Peregrinus)
- Om Finlands fiskar och fisket i Finland.  Svenska folkskolans vänner, Helsingfors 1893
- Finlands natur, folk och kultur : en öfverblick.  Söderstrm 1899
- Uno Cygnæus och folkbildningen i Finland : med ett porträtt.  1899
- Finland i ord och bild, dess natur, folk och kultur.  Fröléen & C:o, Stockholm 1901
- Åland : vägledning för turister och badgäster som besöka Åland och Mariehamn.  Helsingfors 1902
- Frihet, jämlikhet, broderskap.  Hemskolexpeditionen, Helsingfors 1906 (nimimerkillä O.M.R.)
- Ledsven i Helsingfors.  Aksel Paul, Helsingfors 1906